# جاستن جيسي برايس
جاستن جيسي برايس (بالإنجليزية: Justin Jesse Price) هو رياضياتي أمريكي، ولد في 1930، وتوفي في 12 مارس 2011.